# 버즈 오브 프레이 (할리 퀸의 황홀한 해방)
《버즈 오브 프레이 (할리 퀸의 황홀한 해방)》(영어: Birds of Prey (and the Fantabulous Emancipation of One Harley Quinn))은 2020년 개봉한 미국의 슈퍼 히어로 영화이다. 캐시 얀이 감독을, 크리스티나 호드슨이 각본을 맡았다. 조던 B. 고핀켈과 척 딕슨의 동명 만화 시리즈가 영화의 원작이다.

## 시놉시스
정신과 의사로 활동하다 조커와 연인이 되고 악독한 범죄자로 변화한 할리퀸. 그런데 조커와 헤어지고 말았다! 그동안 그의 명성을 등에 업고 온갖 짓을 벌였던 할리퀸, 헤어졌다는 소식에 앞다투어 그녀를 노리는데...앞으론 어떻게 움직일 것인가?

## 출연진
- 마고 로비 - 할리 퀸 역
- 메리 엘리자베스 윈스테드 - 헌트리스 역
- 저니 스몰렛벨 - 블랙 카나리 역
- 로지 페레스 - 르네 몬토야 역
- 크리스 메시나 - 빅터 재즈 역
- 엘라 제이 바스코 - 커샌드라 케인 역
- 이완 맥그리거 - 블랙 마스크/로만 시오니스 역
- 보자나 노바코빅 - 에리카 역
- 매튜 윌릭 - 해피 역
- 앨리 웡 - 엘렌 이 역
- 데렉 윌슨 - 팀 에반스 역
- 조 버카로 3세 - 카를로스 로시 역
- 프랑소와 초 - 미스터 케오 역
- 애나 미카미 - 미스 케오 역
- 마이클 마시니 - 드라코 경관 역
- 스티븐 윌리암스 - 패트릭 에릭슨 역
- 샬린 아모이아 - 마리아 버티넬리 역
- 로버트 카트리니 - 스테파노 갈란테 역
- 케이케이 바렛 - 아길라 박사 역
- 보자나 노바코빅 - 에리카 역
- 데이빗 유리 - 슬리지 브리더 역
- 다니엘 베른하르트 - 시오니스의 운전수 역